# Cattleya longipes
La Cattleya longipes es una especie de orquídea litofita  que pertenece al género de las Cattleya.  

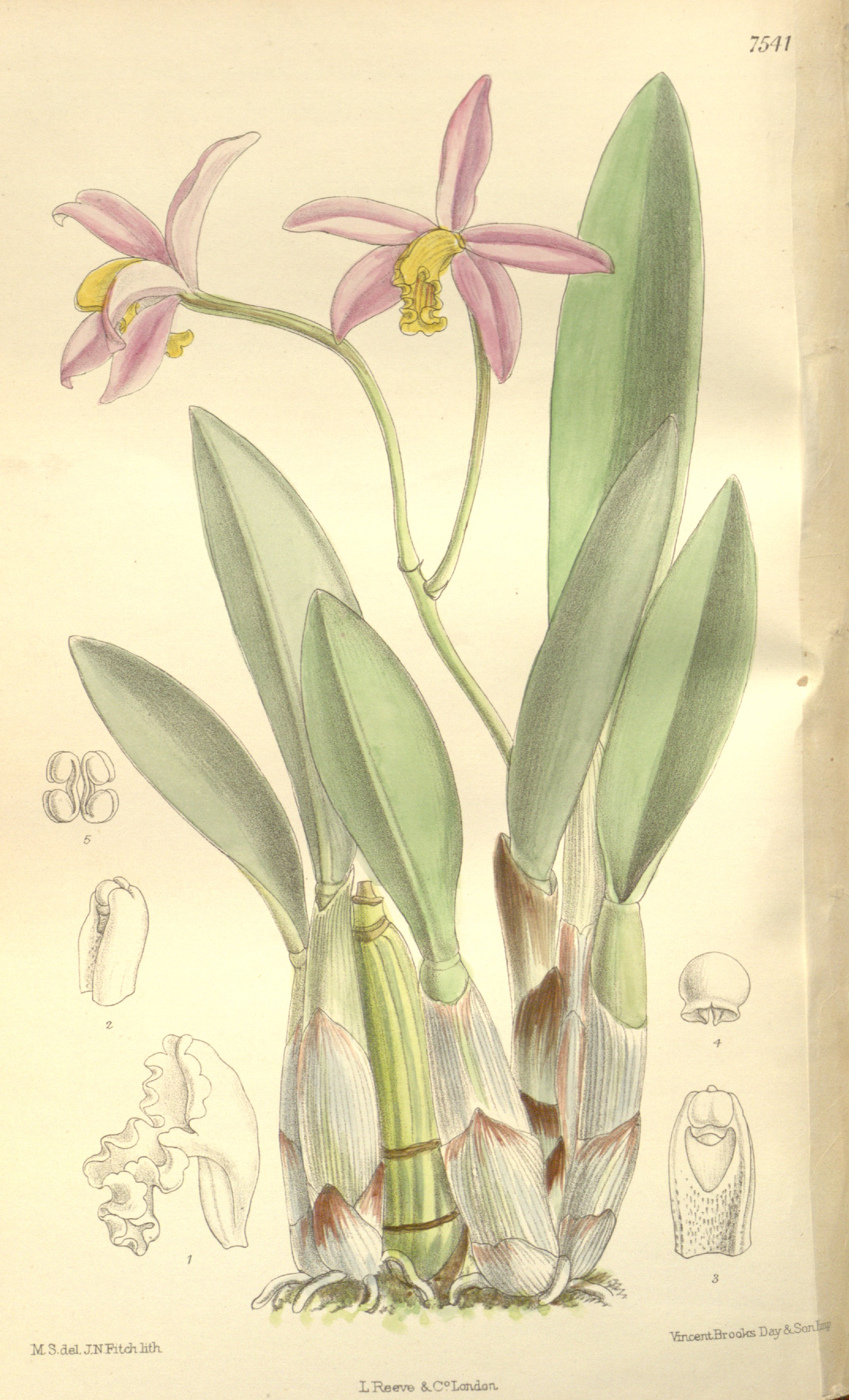
Ilustración

## Descripción
Es una orquídea de tamaño medio, con hábitos de litofita y pseudobulbos estrechamente oblongos o cónicos que llevan una sola hoja, apical, erecta, carnosa, rígida, elíptico-oblonga, subaguda y verde oscuro: Florece en el otoño en Brasil en una inflorescencia en forma de racimo que es mucho más larga que las hojas  y tiene de 2 a 4 flores y a veces más, apareciendo en el verano y el otoño.

## Distribución
Es originaria de Brasil, tiene hábito "rupícola",  se encuentran en las elevaciones de alrededor de 2.000 metros.  

## Taxonomía
Cattleya longipes fue descrita por (Rchb.f.) Van den Berg   y publicado en Neodiversity: A Journal of Neotropical Biodiversity 3: 9. 2008.
Etimología
Cattleya: nombre genérico otorgado en honor de William Cattley orquideólogo aficionado inglés,
longipes: epíteto latíno que significa "con pies largos en columna corta".
Sinonimia
- Bletia longipes (Rchb.f.) Rchb.f.
- Hoffmannseggella longipes (Rchb.f.) V.P.Castro & Chiron
- Laelia longipes Rchb.f.
- Laelia longipes var. lucasiana (Rolfe) Schltr.
- Laelia lucasiana Rolfe
- Sophronitis longipes (Rchb.f.) Van den Berg & M.W.Chase	[5][6]